# Blason (héraldique)
Pour les articles homonymes, voir Blason.

En héraldique, le blason est la langue utilisée pour décrire les armoiries donnant un blasonnement (texte décrivant les armoiries avec les termes de la langue du blason) identifiant son porteur, pouvant être représentée sur un écu, une armure, une bannière ou un tabar. On parle également d′armes, les armoiries désignant l'écu et ses ornements extérieurs. Les armes (sans les ornements extérieurs) sont un signe de reconnaissance de l'individu ou de sa famille, particulièrement utilisé par les chevaliers au Moyen Âge. Néanmoins ce symbole ne leur est pas réservé : en France, il n'a jamais été besoin d'être issu de la noblesse pour créer ses armoiries. Les roturiers créent des armoiries dès le début du XIIIe siècle, les bourgeois comme les paysans. 

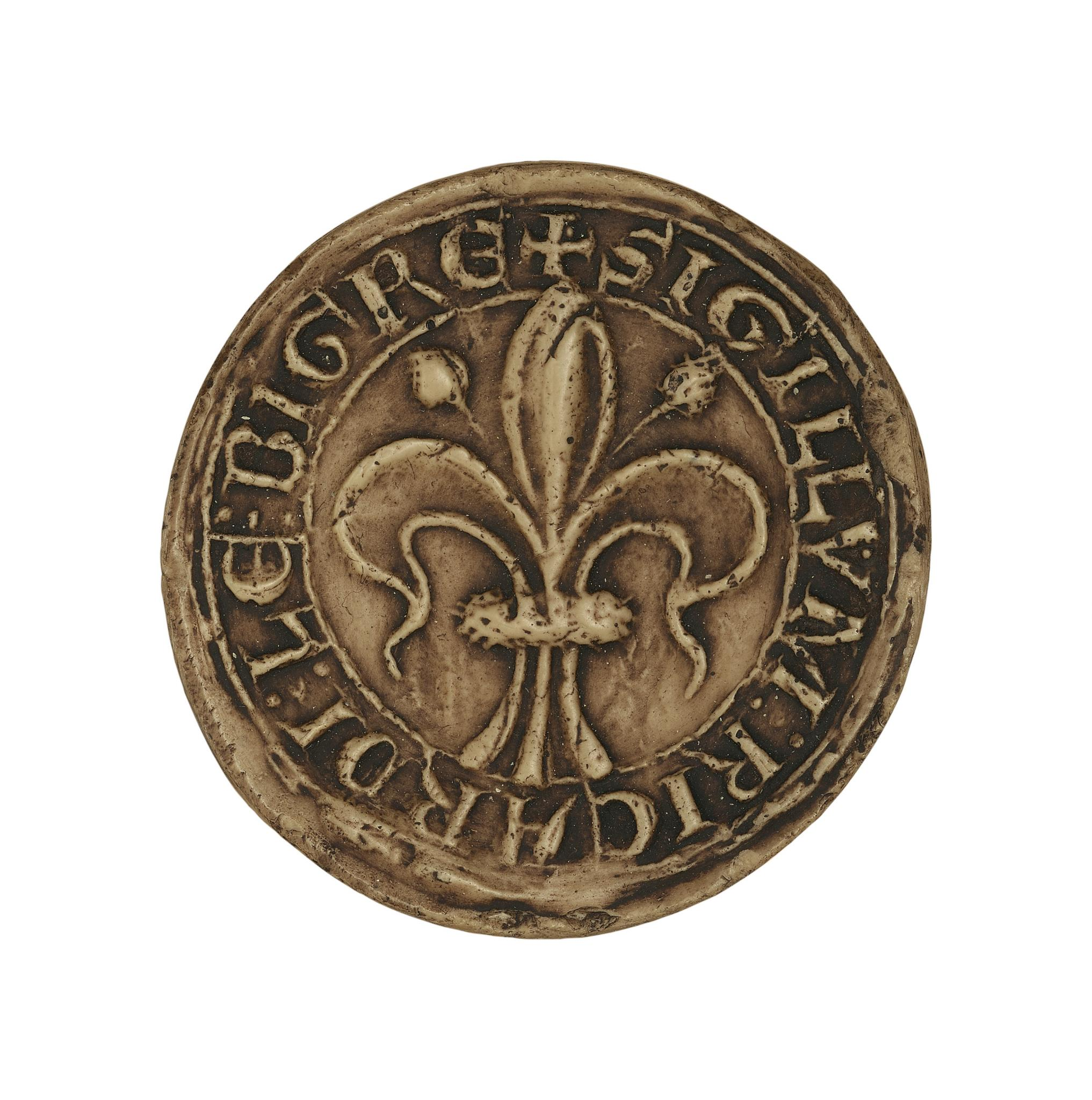
Sceau de Richard Le Bigre, paysan normand (vers 1280). Archives départementales de la Seine-Maritime, collection Normandie no 697.

Les villes en créent également de même que certaines administrations et corporations. La règle est de ne pas usurper les armes d'autrui. Cette identification personnelle est devenue héréditaire dans les lignées mâles à partir de 1130 environ.

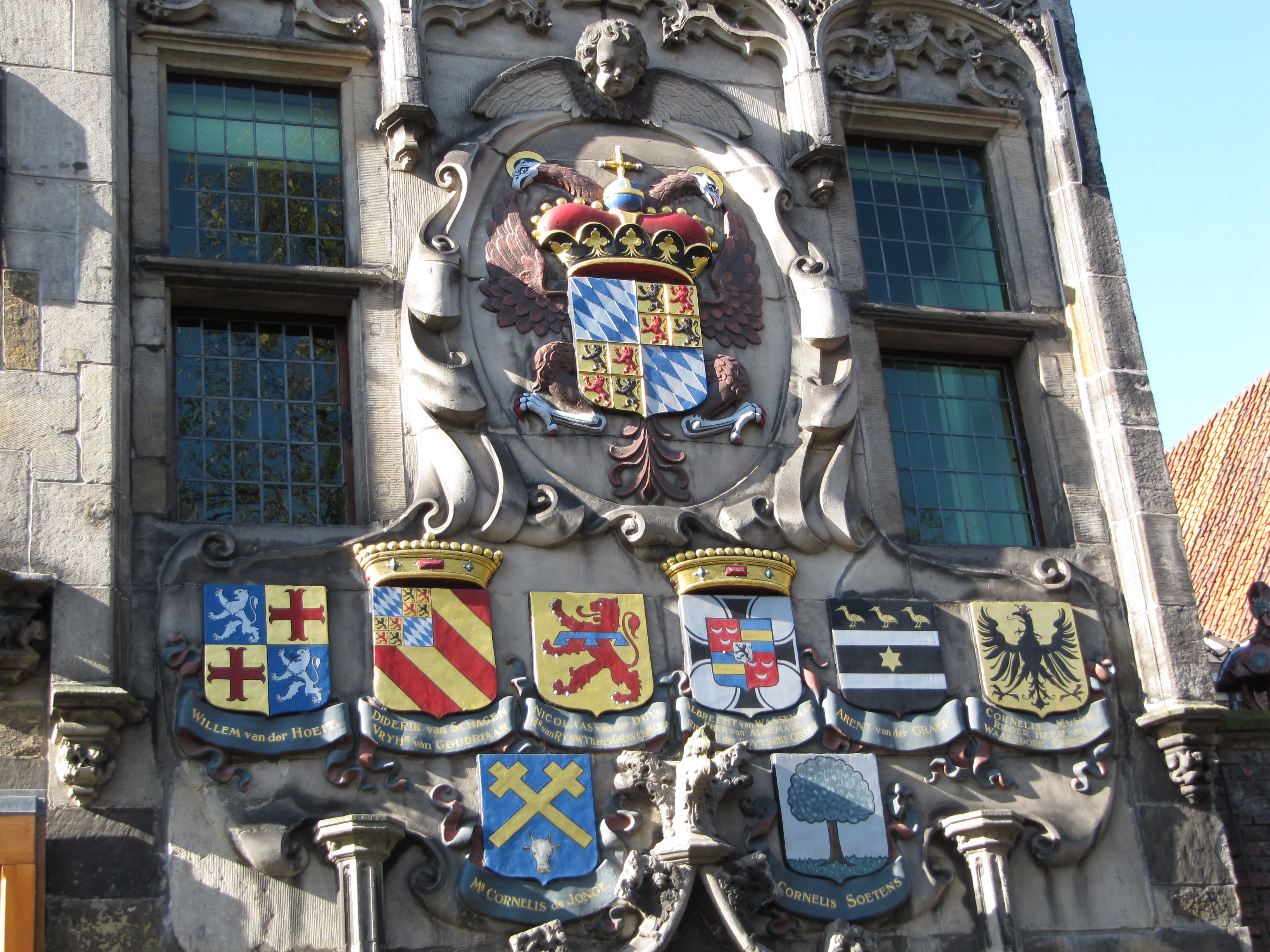
Détail décoratif de l'office des eaux du Delfland, à Delft (Pays-Bas), montrant les divers hameaux historiquement rattachés à la ville.

Armes de Liège, exemple de blasonnement tardif.

## Histoire
Michel Pastoureau a dans ses travaux, récusé l'affirmation (qu'il juge) fantaisiste de Pitre-Chevalier selon laquelle il y aurait un lien entre les figures ou emblèmes des guerriers de l'Antiquité et les armoiries apparues au XIIe siècle « On a vu que les guerriers gaulois se faisaient reconnaître à des figures et des emblèmes relevés en bosse ou peints sur leurs boucliers ou sur leurs casques. C'est là l'origine évidente des armoiries ; elles commencèrent à devenir générales dans les vastes rassemblement des croisades, et furent rapidement perfectionnées par l'habilité des hérauts d'armes. Les plus anciennes, et partant les plus illustres, sont naturellement les plus simples. Les armoiries se portaient sur l'écu, sur la cotte de mailles, sur la bannière, etc. ». Pas plus l'Antiquité que plus tard les croisades n'ont de lien avec l'apparition inaugurale en Europe des armoiries au XIIe siècle et répandues au XIIIe siècle.
En Europe occidentale, les armoiries se développent au XIIe siècle et atteignent leur apogée au XVIIe siècle. Elles connaissent depuis le milieu du XVIIIe siècle un certain déclin (notamment en France et en Angleterre) et doivent de plus affronter la concurrence de formules emblématiques auxquelles elles ont souvent donné naissance (badges, devises, monogrammes…). Parallèlement à la renaissance de l'héraldique communale, on assiste à un lent renouveau des armoiries depuis la seconde moitié du XIXe siècle alors qu'elles sont discréditées par leur association à une aristocratie déclinante. Communes et régions redécouvrent la valeur des armoiries qui sont l'expression de l'identité et de l'autorité d'un territoire face à l'interventionnisme de l'État. Des érudits redonnent un essor à l'héraldique. Au siècle suivant, l'héraldique familiale reprend sa place grâce à ces signes d'identité, ses marques de distinction.
En France, les armoiries ont théoriquement été abolies à la Révolution française par l'Assemblée le 19 juin 1790 en même temps que tous les symboles de la noblesse. Sous la restauration, Louis XVIII émet une ordonnance le 26 septembre 1814, qui restaure les armoiries municipales, à charge pour les villes de se pourvoir devant la commission du Sceau. La suppression du Conseil du Sceau en 1872 « n'est suivie d'aucune législation nouvelle en matière d'armoiries. Si bien que depuis cette date le principe en vigueur est de nouveau celui de la libre adoption et du libre port ». Une décision ministérielle du 4 février 2015  élargit les missions de la Commission nationale d'héraldique, en lui permettant de conseiller les particuliers qui désirent créer des armoiries, mais actuellement ce service n'est plus d'actualité pour les particuliers. La commission ne traitant que les demandes pour des armoiries municipales.
Les armoiries ont « donné naissance, au fil des siècles, à toutes sortes d'images héraldisantes (pavillons, drapeaux, insignes, uniformes, logos, marques etc.) qui ont rempli et continuent de remplir, dans la vie sociale et quotidienne, un rôle essentiel ».

## Types d'armoiries
Les armoiries peuvent être divisées en différentes classes, selon les entités qu'elles représentent. La classification de base les divise en deux classes :
1. Armoiries simples : comportent une seule entité ;
2. Armoiries composites : combinent deux ou plusieurs armoiries, chacune comportant une entité différente.

Les armoiries peuvent également être classées selon la catégorie de l'entité qu'elles représentent :
1. Armoiries de souveraineté : représentent un monarque ou un État souverain ;
2. Armoiries de titulaires : représentent le titulaire d'une position ou d'un honneur ;
3. Armoiries de famille : représentent, dans un sens étroit, le chef de famille et, au sens large, toute la famille ;
4. Armoiries ecclésiastiques : représentent un titulaire ecclésiastique ou une entité collective religieuse ;
5. Armoiries corporatives : représentent une entité morale collective, civile ou militaire ;
6. Armoiries de domaine : représentent une entité territoriale non-souveraine ;
7. Armoiries imaginaires : représentent un personnage fictif ou n'ayant pas eu d'armoiries.

En outre, les armoiries peuvent encore être classées en fonction de leurs caractéristiques ou de leur historique :
1. Armoiries augmentées : aux symboles desquelles ont été ajoutés des éléments des armoiries d'un suzerain, octroyés en récompense ;
2. Armoiries à enquerre : qui violent intentionnellement une ou plusieurs règles de l'héraldique, comme moyen de signifier qu'il faut s'enquérir du fait glorieux qui permettrait cette transgression.

### Articles liés
- Armoiries
- Armorial général de France
- Blasonnement
- Naissance des armoiries